# Опасный свидетель
«Опасный свидетель» (англ. Wrong Place; дословно — «Не в том месте») — американский  боевик режиссёра Майка Бёрнса. В США фильм вышел 15 июля 2022 года. В России фильм вышел в онлайн-кинотеатрах 2 августа 2022 года.

## Сюжет
Бывший полицейский, ставший охранником, Фрэнк Ричардс случайно становится единственным свидетелем убийства, но, втянув в игру его дочь, преступник совершает большую ошибку.

## В ролях
- Эшли Грин — Хлоя Ричардс
- Брюс Уиллис — Фрэнк Ричардс[3][4]
- Майкл Сироу — Джейк Браун
- Тексас Бэттл — капитан Ист
- Стэйси Дейнджер — Тэмми
- Масси Фурлан — Вёрджил Браун[5]
- Джош Ретт Ноубл — офицер Рихтер